# Fritz Bayerlein
 (décembre 2015).
Si vous disposez d'ouvrages ou d'articles de référence ou si vous connaissez des sites web de qualité traitant du thème abordé ici, merci de compléter l'article en donnant les références utiles à sa vérifiabilité et en les liant à la section « Notes et références ».
Fritz Bayerlein (14 janvier 1899 - 30 janvier 1970) est un général de Panzer allemand lors de la Seconde Guerre mondiale.

## Biographie
Fritz Bayerlein naquit à Wurtzbourg, dans le royaume de Bavière, qui faisait partie de l'Empire allemand.
Pendant la Première Guerre mondiale, il combattit dans la 4e division d'infanterie bavaroise, en 1917, sur le front occidental. Il fut blessé et reçut la croix de fer de 2e classe quand il était dans le 9e régiment d'infanterie bavaroise (de).
Après la guerre, Bayerlein fut brièvement membre d'un bataillon volontaire puis fut transféré au régiment no 45 en mai 1919. Il suivit une formation d'officiers en 1921 et devint l'un des officiers de ce qui restait de l'armée allemande diminuée par le traité de Versailles : la Reichswehr. Il y atteignit le rang de Major.

### Seconde Guerre mondiale
Sous le régime nazi, il faillit être mis à la retraite en 1934 du fait de ses origines juives (un « quart » d'ascendance juive le faisant considérer comme « Mischling »), mais il bénéficia d'une dispense de Hitler pour continuer à servir. Il existait des rapports de police antérieurs à 1933 sur sa bisexualité, mais il sut soustraire ces informations aux autorités.
Au début de la Seconde Guerre mondiale, il participa à l'invasion de la Pologne en tant qu'officier d'état-major du général Heinz Guderian. Il continua d'occuper ce poste pendant l'offensive à l'ouest et l'invasion de la France. Ses troupes traversèrent la Meuse près de Sedan, le 14 mai, et avancèrent jusqu’à ce que le général Ewald von Kleist ordonne à Guderian de stopper.
L'affectation suivante de Bayerlein fut en Afrique du Nord, dans l'Afrika Korps. Au cours de la bataille d'Alam el Halfa, il prit le commandement quand le général Walther Nehring fut blessé lors d'un raid aérien, le 30 août 1942. Ensuite, il servit sous Erwin Rommel et Wilhelm von Thoma. Il assumait le commandement quand les troupes britanniques capturèrent von Thoma à El-Alamein, le 4 novembre. Quand Rommel quitta la Tunisie, en mars 1943, après l'échec de l'attaque de Médenine (opération Capri), Bayerlein fut nommé officier de liaison auprès du nouveau commandant italien Giovanni Messe.
Pendant ce temps, Bayerlein développa des rhumatismes musculaires et fut atteint d'une hépatite. Il fut alors envoyé en Italie pour un congé de maladie avant que les troupes allemandes en Tunisie ne se rendent le 12 mai 1943.
Remis sur pied, il fut envoyé sur le front de l'Est, en octobre 1943, pour commander la 3e Panzerdivision Berlin-Brandenburg. Il subit un encerclement soviétique à Kirovograd malgré les ordres de Hitler.
Fin 1943, il reçut de Guderian le commandement de la Panzer Lehr Division nouvellement créée. Celle-ci participa à l'invasion de la Hongrie en mars 1944. En mai, elle fut stationnée au Mans en prévision d'un débarquement allié. Après le débarquement, les troupes de Bayerlein combattirent à Caen puis près de Saint-Lô. Elles furent décimées par l'intense bombardement (« tapis de bombes ») qui précéda l'opération Cobra lancée par les Alliés fin juillet et qui conduisit à la percée d'Avranches.
Plus tard, Bayerlein servit sous les ordres du général Hasso von Manteuffel, pendant l'offensive des Ardennes. Puis il prit le commandement du LI. Korps.
Le 15 avril 1945, le lieutenant-général Bayerlein et ses hommes se rendirent à la 7e division blindée de l'US Army lors de l'encerclement de la Ruhr.

### Après guerre
Il fut libéré de sa captivité le 2 avril 1947.
Après la guerre, il se mit à écrire sur des sujets militaires et participa aux premières études historiques de la Seconde Guerre mondiale.
Il fut également conseiller technique de la production cinématographique de J. Lee Thompson, Les Canons de Navarone.
Il mourut dans sa ville natale en Bavière, en 1970.

## Théâtres d'opérations
- Campagne de Pologne et de France en 1940.
- Opération Barbarossa, invasion de la Russie en 1941.
- Afrique du Nord avec l'Afrika Korps de 1941 à 1943.
- Europe de l’Est en 1943.
- Normandie en 1944 avec la Panzer Lehr Division.
- Bastogne en décembre 1944 avec la Panzer Lehr Division

## Distinctions
| Date             | Distinction                                                             |
| ---------------- | ----------------------------------------------------------------------- |
| 26 décembre 1941 | Croix de chevalier de la croix de fer- Ritterkreuz                      |
| 6 juillet 1943   | Croix de chevalier de la croix de fer avec feuilles de chêne            |
| 20 juillet 1944  | Croix de chevalier de la croix de fer avec feuilles de chêne et glaives |